# The Enemy Within
The Enemy Within är en låt av det kanadensiska bandet Rush. Den återfinns som den fjärde låten på albumet Grace Under Pressure den 12 april 1984. Videon till "The Enemy Within" var den allra första video som sändes på Kanadas Muchmusic station 1984.
Rush spelade "The Enemy Within" live under Grace Under Pressure turnén år 1984. Den höll ej kvar länge efter turnén slutade dock, då sista gången bandet spelade den var den 15 mars 1985. Totalt spelades den 84 gånger.